# Cylindrotelphusa
Cylindrotelphusa is een geslacht van kreeftachtigen uit de klasse van de Malacostraca (hogere kreeftachtigen).

## Soorten
- Cylindrotelphusa granulata (Pillai, 1951)
- Cylindrotelphusa steniops (Alcock, 1909)